# Lashibi
Lashibi ist ein neu entstandener Ort in der Greater Accra Region im westafrikanischen Staat Ghana. Er befindet sich am Nordwestrand von Tema und entstand wohl durch Abtrennung eines Stadtbezirkes von Asheiman.

## Bevölkerung
Bei der letzten Volkszählung des Landes vom 26. März 2000 lebten 30.193 Einwohner in der Stadt. Hochrechnungen zum 1. Januar 2007 schätzen die Bevölkerung auf 54.789 Einwohner. Lashibi liegt östlich von Accra in der Nähe der Hafenstadt Tema. Das starke Bevölkerungswachstum ist unter anderem durch eine große Zahl von Migranten beeinflusst, die aus ländlicheren Landesteilen in die Nähe von Tema ziehen, um hier eine Anstellung zu finden.